# Arzenc-d’Apcher
Arzenc-d’Apcher község Franciaország déli részén, Lozère megyében.

## Fekvése
Arzenc-d’Apcher a Margeride-hegység nyugati előterében fekszik, 1100 méteres  (a községterület 760-1137 méteres) tengerszint feletti magasságban. Nyugati határát a Bès folyó szurdokvölgye alkotja, mely egyben Lozère és Cantal megyék határa.
Nyugatról Maurines és Anterrieux, északkeletről Albaret-le-Comtal, keletről Termes, délről pedig Fournels községekkel határos. A D12-es út köti össze Fournels-lel (4,5 km) és Albaret-le-Comtal-lal (3,5 km). A várhoz 2 km hosszú bekötőút vezet.
A községhez tartozik a Fournels tőszomszédságában található Courbepeyre is.

## Története
A falu a történelmi Gévaudan és Auvergne tartományok határán, az egykori Apcheri báróság  területén fekszik. Apcher bárói a középkorban várat emeltettek a báróság nyugati határán, melynek csak romjai maradtak fenn. A falu lakosságszáma az elvándorlás következtében 1793-1999 között 1/6-ára csökkent.

### Demográfia
| Év   | Lakosság |
| ---- | -------- |
| 1793 | 300      |
| 1851 | 232      |
| 1876 | 192      |
| 1901 | 156      |
| 1936 | 135      |

| Év   | Lakosság |
| ---- | -------- |
| 1946 | 119      |
| 1954 | 93       |
| 1962 | 67       |
| 1968 | 54       |

| Év   | Lakosság |
| ---- | -------- |
| 1975 | 51       |
| 1982 | 44       |
| 1990 | 49       |
| 1999 | 58       |
| 2010 | 49       |

## Nevezetességei
- Arzenc várának romjai – az Apcher-bárók egykori várának romos tornya a Bès völgye fölé emelkedik (szép kilátás).
- Notre-Dame templom – a vár kápolnájaként épült a 12. században.
- Courbepeyre-ben egy régi malom található.
- Arzenc-d´Apcher-i kanyon - a Bès-be ömlő egyik patak vize vájta ki.

## Kapcsolódó szócikk
- Lozère megye községei